# 川內特快
川內特快（日语：／*/?）號列車是九州旅客鐵道（JR九州）運行於川內站至鹿兒島中央站之間的特別急行列車，途經鹿兒島本線。

## 概要
特急「川内特快」是來自鹿兒島都市圈內通勤、上學的快車，使用485系電動列車行走的「清爽快車」、「回家快車」列車升級至特急而成，在2011年3月12日開始營運。使鹿兒島本線川內站至鹿兒島中央站之間自從在2004年九州新幹線首次啟用後，在來線特急「燕」改名為「接力燕」並縮短至新八代站，以及臥鋪特急「那霸」縮短至熊本站後，在7年後再次設有特急列車班次。
但是由於使用人次低迷，在2016年3月26日時間表修正中廢止，取而代之為新設普通下行列車，行走於伊集院站至鹿兒島中央站之間。

## 運行狀況
來往川內站至鹿兒島中央站之間設有1往返班次。前往鹿兒島中央站的班次於早上出發，前往川內站的班次於晚上出發。

### 停車站
川內站－隈之城站－串木野站－市來站－湯之元站－伊集院站－鹿兒島中央站
- 在同一區間於星期六及假日運行的快速「快速海洋快車薩摩」設有較多停車站。

### 使用車輛及編成
「川內特快」使用大分車輛中心所屬的787系電動列車4卡編成。該列車使用九州新幹線全線開業以前「有明」號列車的編成。列車只有綠色車廂座位指定席和普通車自由席兩種車等。
在JR九州內的優等列車中，下行列車的車頭原則上為1號車廂。由於「川內特快」的使用車輛與「日輪」「日向」「霧島」共用，「川內特快」打破此原則，上行列車的車頭為1號車廂。

## 沿革
- 2011年（平成23年）3月12日：開始運行。
- 2016年（平成28年）3月25日：終束運行[1]。

## 注腳
1. 1 2   (PDF). 九州旅客鐵道. 2015年12月18日  [2015年12月19日]. （原始内容存档 (PDF)于2016年3月4日）.
2. 1 2  《JTB時刻表》2011年3月號

## 外部連結
- その他特急列車 | JR九州の列車たち ～JR九州　観光列車【D＆S列車】・新幹線～ - 九州旅客鐵道（互聯網檔案館，2016年1月14日存檔）